# Opel Mokka
Opel Mokka — мини-кроссовер, созданный Opel и показанный впервые на Женевском автосалоне-2012. Первые фотографии автомобиля появились в январе 2012. Продажи начались в середине 2012 года. Также продаётся под именем Vauxhall Mokka в Великобритания и Buick Encore в Китае и США. В России цены на кроссовер начинались с отметки 717000 рублей, в 2015 году продажи автомобиля в России были прекращены.

## Описание
Автомобиль занимает место ниже Opel Antara в линейке автомобилей Opel. В стандартной комплектации имеет передний привод, однако в более богатых появляется подключаемый полный. Название произошло от арабского наименования сорта кофе.
Для Европы автомобиль оснащали бензиновыми моторами — турбированный A14NET (1,4 л. 140 л. с.), атмосферные A16XER (1,6 л. 115 л. с.) и A18XER (1,8 л. 140 л. с.) — и дизель A17DTS (1,7 л. 130 л. с.).
Mokka основана на платформе GM Гамма II. В России доступно на выбор 3 четырёхцилиндровых двигателя: турбированный 1,4-литровый бензиновый двигатель, атмосферный 1,8-литровый с 5-ступенчатой механикой D16 и 1,7-литровый дизельный агрегат. 6-ступенчатая механическая коробка передач M32 стандартна (кроме 1.8), все двигатели имеют опциональную 6-скоростную АКПП. Полноприводные версии имеют умную систему 4x4: при обычных условиях они переднеприводные, однако если будет замечен занос или скольжение, 50 % крутящего момента будет передаваться на задний мост. Размер шин (диаметр) у Opel Mokka может варьироваться в зависимости от комплектации. В базовую комплектацию некоторых вариантов модели входят легкосплавные диски R16.
В 2020 году Opel, уже на платформе Groupe PSA, представил новое поколение Opel Mokka. Построен автомобиль на платформе Peugeot 2008 и  DS 3 Sportback. Новая Mokka оснащается бензиновым, дизельным или электрическим двигателем.

## Buick Encore
Ребеджированная и изменённая версия автомобиля — Buick Encore — была представлена 9 января 2012 года на Североамериканском международном автосалоне. Он расположен на ступень ниже полноразмерного Enclave. Имя Encore ранее уже использовалось AMC/Renault на субкомпактном автомобиле 1983-87 годов.